# استفانی هاروی
استفانی هاروی (انگلیسی: Stephanie Harvey؛ زادهٔ ۱۹ آوریل ۱۹۸۶) یوتیوبر، پادکست‌ساز، سخنران، و نویسنده اهل کانادا است.
وی همچنین برندهٔ جوایزی همچون ۳۰ فرد زیر ۳۰ سال فوربز و ۱۰۰ زن بی‌بی‌سی شده‌است.